# 流しびなの館
流しびなの館（ながしびなのやかた）は、鳥取県鳥取市用瀬町にあるひな人形の展示施設。
建物は金閣寺を一部模した木造の建物である。
1986年林野庁の国産木材拡大事業のモデル事業の1つとして従来から「流しびな」の風習で知られている旧用瀬町が全国の「ひな人形」を常時展示する施設として建築された。

## 施設
1階
- 展示室
- 特別展示室

2階
- 展示室
- ふれあいホール

3階展望台
物産観光センター（併設）
- 売店（ミュージアムショップ）
- 喫茶・お食事「ぼんぼり」

## 主な展示品
- 内裏雛
- 京風の雛飾り
- 天児・這子
- 立雛
- 享保雛
- 次郎左衛門雛
- 有職雛
- 古今雛
- 御所人形
- 加茂人形
- 雛あらし
- 各地の流しびな
- もちがせの流しびな
- 押絵雛
- 雛の掛軸
- 御殿飾
- 押絵段飾
- 竹田人形
- 雛道具
- 芥子人形
- 衣装人形
- 土雛・雛天神
- 市松人形

## 利用情報
- 開館時間：午前9：00から午後5：00
- 休館日：毎週水曜日（祝日の場合は開館）・年末年始12月29日から1月2日
- 入館料：高校生以上300円、中学生以下無料、障害者・要介護者等の方は無料（証明となるものを提示）

## もちがせ流しびな
毎年旧暦の3月3日（2014年は4月2日）に開催される雛流しの行事で、流しびなの館前を流れる千代川で実施されている。

## 交通アクセス
- 西日本旅客鉄道（JR西日本）因美線 用瀬駅より徒歩3分。

## 周辺
- 鳥取市立用瀬図書館
- 鳥取市用瀬町運動公園